# 尼马·德罗兹
尼马·德罗兹（法語：Numa Droz，1844年1月27日—1899年12月15日）是一位瑞士政治家。尼马·德罗兹是瑞士自由民主党成员。
尼马·德罗兹出生于瑞士西北部纳沙泰尔州的拉绍德封，1871年当选纳沙泰尔州议会议员，1872年当选瑞士国家委员会委员。后成为瑞士联邦委员会委员（1875年-1890年）。他于1875年12月18日当选为联邦委员会委员，至1892年12月31日卸任。
在任期内，他主要主持领导了以下部门的工作：
- 内政部（1876年-1878年）
- 贸易与农业部（1879年-1880年）
- 政治部（1881年）
- 贸易与农业部（1882年-1886年
- 政治部（1887年）
- 外交事务部（1888年-1892年）

他于1881年和1887年两度出任瑞士联邦总统。
尼马·德罗兹1899年在瑞士伯尔尼去世。
在纳沙泰尔，有以他的名字命名的尼马·德罗兹广场。在拉绍德封，一条大街被命名为尼马·德罗兹大街。

## 外部連結
- Chantal Lafontant: Droz, Numa在線上《瑞士歷史辭典》中的德文、法文或版詞條。